# Lista över länsvägar i Västmanlands län
Detta är en lista över länsvägar i Västmanlands län. 
Numren på de övriga länsvägarna (500 och uppåt) är unika per län, vilket innebär att vägar i olika län kan ha samma nummer. För att hålla isär dem sätts länsbokstaven framför numret.

## Primära länsvägar 100–499
| Väg       | Sträckning |
| --------- | --- |
| 2 · 3 · 3 | (Kopparberg-) Dalarnas läns gräns vid Plöjningen - Kärrbo (68) - Skinnskatteberg - Gunnilbo (250) - Sothällen (66). Genomfart Skinnskatteberg: Bergslagsvägen – Köpingsvägen                                                       |
| 2 · 4 · 9 | (Frövi -) Örebro läns gräns vid Ytterberga – väg E18/E20, tpl Jäder, Arboga |
| 2 · 5 · 0 | Sandskogstorp (E20) – Kungsör – Högsta (572) - Köping (tpl Strö) (E18) - Gunnilbo (233) - Oti (66, 68) (Vägvisas gemensamt med 66, 68 Oti-Fagersta). Genomfart Kungsör: Kungsgatan. Genomfart Köping: Arbogavägen - Bergslagsvägen |
| 2 · 5 · 2 | Stora Ekeby (56) - Kolbäck - tpl Sörstafors (E18) – Ramnäs (66) |
| 2 · 5 · 6 | Norberg (68) - Västerfärnebo - Salbohed - Stampers (70, 801) |

## 500–599
- Länsväg U 500: Götlunda (572) - Hasta (566) - Nannkärr (564, 564.01) - Grindstugan (563) - St Johannisberg (512)
- Länsväg U 501: Sjölunda (512) - Säterbo kyrka (578) – Johannisberg (E20)
- Länsväg U 502: Stengärdet (56) - Södermanlands läns gräns vid Fagerhult (D 722)
- Länsväg U 503: Torpaslätt (E20) - Sköldby (505) - Granhult (506) - Grindstugan (504) - Södermanlands länsgräns vid Grindstugan (D 723)
- Länsväg U 504: Södermanlands läns gräns vid Dalen (D 723) - Grindstugan (503)
- Länsväg U 505: Sköldby (503) - Forsuma (506)
- Länsväg U 506: Granhult (503) - Forsuma (505) - Öster Tibble (E20, 552)
- Länsväg U 507: Arboga (Herrgårdsgatan) - St Ekbacken (578, E18/E20). Genomfart Arboga: Österled - Gäddgårdsgatan Kungsörsvägen
- Länsväg U 509: Karsgården (577) - Kungs-Barkarö kyrka (250)
- Länsväg U 511: Väster Säby (560) - Torpa kyrka - Torpaslätt (E20)
- Länsväg U 512: Tpl Sätra (E18/E20) – 574 – Sätraleden – 572 – tpl Arboga - St Johannisberg (500) - Sjölunda (501, 551) - Södermanlands läns gräns vid Hjälmsäter (D 715)
- Länsväg U 513: Nytorp(512)-Skogsborgs kyrkogård(U711)). Genomfart Arboga: Västerleden
- Länsväg U 515: Sörbyviadukten (558) - Nalbesta (516) - Ullvi (519, 517) – Stenby (518)
- Länsväg U 516: Nalbesta (515) - Bålsta (558)
- Länsväg U 517: Ullvi (515) - Munktorp (558)
- Länsväg U 518: Munktorp (558) - Stenby (515) - Sofielund (252)
- Länsväg U 519: Ullvi (515) – Dåvö
- Länsväg U 520: Hogsta (56) - Kungsör (560). Genomfart Kungsör: Drottninggatan – Tessingatan
- Länsväg U 521: Herrevadsvägen i Kolbäck (558)
- Länsväg U 522: Väg till Kolbäcks tingshus (558)
- Länsväg U 523: Mallsta (252) - Mölntorp (524) - Borgby(558)
- Länsväg U 524: Mölntorp (523) - Säby kyrka (526)
- Länsväg U 525: Strömsholm (252) - Boda (526) – Löpdal (53)
- Länsväg U 526: Boda (525) - Säby kyrka (524) - Hörnet (558)
- Länsväg U 527: Stora Ekeby (56) - Rytterne (528) - Valnö (535) - Näsby (530) - Boda (531) - Bergstorp (535) - Grindtorp (537)
- Länsväg U 528: Rytterne (527) - Gruffet (56)
- Länsväg U 529: Löpdal (56) - Kallsäby - Lospånga (530)
- Länsväg U 530: Näsby (527) - Lospånga (529) - Gillberga (531) - Dingtuna (553)
- Länsväg U 531: Boda (527) - Husta (532) - Gillberga (530)
- Länsväg U 532: Husta (531) - Tönsta (533) - Skälby (553)
- Länsväg U 533: Tönsta (532) - Lundby kyrka - Grindtorp (537)
- Länsväg U 534: Väg till Barkarö kyrka (535))
- Länsväg U 535: Valnö (527) - Barkarö (534, 538) - Bergstorp (527)
- Länsväg U 536: Fullerö (537) - Fullerö brygga (inkl brygga)
- Länsväg U 537: Bäckbymotet (E18, 66) - Hammarby (553) - Grindtorp (533) - Grindtorp (527) - Enhagen (538) - Fullerö (536) - Gångholmen. Genomfart Västerås: Surahammarsvägen - Johannisbergsvägen
- Länsväg U 538: Barkarö (535) - Enhagen (537)
- Länsväg U 539: Västerås (Korsängsmotet) (E18) - Kungsängen (693) – Viksäng (5038) - Hässlö (540). Genomfart Västerås: Malmabergsgatan - Björnövägen
- Länsväg U 540: Hälla (693) - Hässlö (539). Genomfart Västerås: Hässlögatan
- Länsväg U 541: Källtorp (693) - Källsta (542) - Gäddeholm
- Länsväg U 542: Källsta (541) - Olsta (543)
- Länsväg U 543: Harkie - Kärrbo kyrka (544) - Olsta (542) - Irsta kyrka (693)
- Länsväg U 544: Kärrbo kyrka (543) - Lugnet (693)
- Länsväg U 545: Väsby (693) - Kungsbyn (548) - Sundängen (549) - Tjärn (547) - Ängsö (546) - Långholms brygga
- Länsväg U 546: Väg till Ängsö kyrka (545)
- Länsväg U 547: Tjärn (545) - Högsholm
- Länsväg U 548: Kungsbyn (545) - Ändesta (693)
- Länsväg U 549: Sundängen (545) - Östanbro (693)
- Länsväg U 550: Väg genom Findla (551 - 551)
- Länsväg U 551: Sjölunda (512) - Findla (550) - Södermanlands läns gräns vid Måla (D 717) samt Södermanlands läns gräns väster Gålhammar (D 717) - Södermanlands läns gräns vid Gålhammar (D 717) samt Södermanlands läns gräns vid St Åstorp (D 717) - Findla (550) - Södermanlands läns gräns vid Findla (D 717)
- Länsväg U 552: Öster Tibble (E20) - Södermanlands läns gräns vid L Åby (D 940)
- Länsväg U 553: Vändle (56) - Dingtuna (554, 530, 623) - Skillsta (624) - Långängskrogen (555) - Skälby (532) – Lisjögatan (5058) – Hammarby(5010,537)
- Länsväg U 554: Västjädra (56) - Dingtuna (553)
- Länsväg U 555: Näs (252) - Hallstahammar (5102) - Nibble (619) - Fjällsta (621) - Fromtorp (622) - Ellberga (628, 623) – Folkesta (624, 629) - Långängskrogen (553). Genomfart Hallstahammar: Sörkvarnsvägen - Västeråsvägen
- Länsväg U 557: Kolbäck (252 - 558)
- Länsväg U 558: Köping (250,608,609)-Sörbyviadukten (515) - Bålsta (516) - Munktorp (517, 518, 610) - Vänsta (611) - Kolbäck (557, 619, 522, 521) - Borgby (523, 621) - Hörnet (526) - Törunda (56). Genomfart Köping: Ringvägen - Västeråsvägen. Genomfart Kolbäck: Köpingsvägen - Stationsgatan - Västeråsvägen
- Länsväg U 559: Kvicksund (56) - Horn (252) - Gruffet (56)
- Länsväg U 560: Kungsör (250) - V Säby (E20). Genomfart Kungsör: Kungsgatan
- Länsväg U 563: Järnäs - Nanntorp (564) - Grindstugan (500)
- Länsväg U 564: Nanntorp (563) - Nannkärr (500)
  - Länsväg U 564.01: Grenväg mot Arboga (500) – Nannkärr (564)
- Länsväg U 565: Lungers hamn - Lunger (566)
- Länsväg U 566: Götlunda (572, 567) - Lunger (565) - Hasta (500)
- Länsväg U 567: Götlunda (572, 566) - Brotorp (570)
- Länsväg U 568: Alväng (570) - Örebro läns gräns vid Torp (T 829)
- Länsväg U 569: Götlunda (572) - Hammartorp (571) - Arboga (5506). Genomfart: Lundborgsesplanaden
- Länsväg U 570: Örebro läns gräns vid St Sättran (T 814) - Alväng (568) - Brotorp (567) - Röfors (571) - Karlslund (249)
- Länsväg U 571: Röfors (570) - Hammartorp (569)
- Länsväg U 572: Örebro läns gräns vid Gunnarsökna – Götlunda (500, 566, 567 – Vinbäcken (569) – tpl Arboga (512) – Stora Ekbacken (E 20) – Valskog (577) – Östtuna (582) – Forsby (583) – väg 250
- Länsväg U 573: Karlslund (249) - Medåkers kyrka (574)
- Länsväg U 574: Väg E20, tpl Marieborg, Arboga – Bondjäder (574.01) - Medåker (576, 573) – Örebro läns gräns vid Lugnet (T 853)
  - Länsväg U 574.01: Väg 574 vid Bondjäder - väg E18/E20, tpl Jäder Arboga
- Länsväg U 575: Arboga (574) - Viby (577) - Oppeby (576)
- Länsväg U 576: Medåker (574) - Oppeby (575) - Nordväg (579) - Väg (581, 584) - Vägby (586) - Gillsta (582) – Eklunda (580) – Strö (250)
- Länsväg U 577: Viby (575) - Sorby (579) - Valskog (572) - Björskogs kyrka - Karsgården(509)- Kungs Barkarö(250)
- Länsväg U 578: Ekbacken (507) - Säterbo kyrka (501)
- Länsväg U 579: Sorby (577) - Nordväg (576)
- Länsväg U 580: Köping (250) (Ängebyleden)- Vallby (tpl Hedströmmen (E18)- Eklunda(576)
- Länsväg U 581: Väg till Himmeta kyrka (576)
- Länsväg U 582: Åsta(250)- Östtuna (572) - Gillsta (576)
- Länsväg U 583: Forsby (572) – Högsta gård - Vallby(580)
- Länsväg U 584: Himmeta (576) - Våsjö (590)
- Länsväg U 585: Orsta (590) - Överberga (586)
- Länsväg U 586: Vägby (576) - Lyftinge (587) - Överberga (585) - Kolsva (590)
- Länsväg U 587: Lyftinge (586) - Åsby (250)
- Länsväg U 588: Väg till Malma kyrka (250)
- Länsväg U 589: Örebro läns gräns vid Slytermossen (T 852) - Bodatorp (590)
- Länsväg U 590: Örebro läns gräns vid Kilen (T 855) - Kraftbacken (591) - Bodatorp (589) - Haga (593) - Våsjö (584) - Orsta (585) - Kolsva (586, 250)
- Länsväg U 591: Kraftbacken (590) - Västra Skedvi kyrka - Persbo (593)
- Länsväg U 593: Örebro läns gräns vid Näverkärret(T868)- Näverkärret (639)- Örebro läns gräns vid Iresjön (T 858) - samt Örebro läns gräns vid Stenstorp (T 858) - Persbo (591) - Haga (590)
- Länsväg U 595: Karmansbo (596) - Bricken (250)
- Länsväg U 596: Heds kyrka (250) - Karmansbo (595, 639) - Uttersberg (597) - Vättergården (233)
- Länsväg U 597: Utterberg (596) - Myrtjärnen (599) - Forsen (68)
- Länsväg U 598: Örebro läns gräns vid Kallmortorp (T 877) - Jonberget (68)
- Länsväg U 599: Myrtjärnen (597) - Krampens fd jvstn

## 600–699
- Länsväg U 601: Riddarhyttan (68) - Bäckegruvan (602)
- Länsväg U 602: Bäckegruvan (68, 601) - Skinnskatteberg (233)
- Länsväg U 603: Förbindelseväg söder Skinnskattebergs kyrka (233, 233)
- Länsväg U 604: Väg till Heds k:a (250)
- Länsväg U 605: Kolsva (250) - Valsta (606) - Barksta (608) - Hagby (609)
- Länsväg U 606: Kräggesta (250) - Valsta (605)
- Länsväg U 607: Gålby (250) - Uckelsta (608)
- Länsväg U 608: Köping (558) - Uckelsta (607) - Barksta (605) - Kölsta (613) Salsäter (612) - Dalbacken (616) - Bovallen (617) - Sura k:a (252). Genomfart Köping: Tunadalsgatan - Odensvivägen
- Länsväg U 609: Köping (558) - Orrtorp (640) - Hagby (605) - Morgendal (610) - Hägerstalund (612) - Vedbo (614) – Svennby (615)- Berg(611)- Åsby(252). Genomfart Köping: Ringvägen - Östanåsgatan - Brunnavägen
- Länsväg U 610: Munktorp (558) - Vallby (640) - tpl Morgendal (E18) - Morgendal (609)
- Länsväg U 611: Kolbäck (558) - Berg (609). Genomfart Kolbäck: Vänstavägen
- Länsväg U 612: Hägerstalund(609)- Eklunda(614,613) - Salsäter(608)
- Länsväg U 613: Kölsta (608) - Eklunda (612)
- Länsväg U 614: Eklunda (612) - Vedbo (609)
- Länsväg U 615: Svennby (609) - Klemetsbo (616)
- Länsväg U 616: Dalbacken (608) - Klemetsbo (615) - Laggarsjö (252)
- Länsväg U 617: Bovallen (608) - Högbyn (618)
- Länsväg U 618: Elingbo (252) - Högbyn (617) - Säter (66) - Ramnäs sluss (667)
- Länsväg U 619: Kolbäck (558) - Eriksberg (620) - tpl Eriksberg (E18) - Nibble (555). Genomfart Kolbäck: Hallstavägen
- Länsväg U 620: Eriksberg (619) - Berga (621)
- Länsväg U 621: Borgby (558) - Berga (620) - Fjällsta (555)
- Länsväg U 622: Tpl Västjädra (E18) - Fromtorp (555)
- Länsväg U 623: Dingtuna (553) - Ellberga (555)
- Länsväg U 624: Skillsta (553) - Folkesta (555)
- Länsväg U 625: Hallstahammar (5100) - Surahammar (66). Genomfart Hallstahammar: Starkgatan - Olbergavägen. Surahammar: Stavtorpsvägen - Västeråsleden- Bruksgatan - Ekängsvägen - Nybyggsvägen - Dalskogsvägen
- Länsväg U 628: Elberga (555) - Lillhärads kyrka (638) - Ålsätra (66) - Solberga (632) - Skultuna kyrka (681)
- Länsväg U 629: Folkesta (555) - Häljebo (66)
- Länsväg U 631: Vedbo (66) - Bergslagsvägen (56)
- Länsväg U 632: Brottberga (631) - Kävsta (633) - Forsby (634) - Solberga (628) - Ekeby (681)
- Länsväg U 633: Kävsta (632) - Skerike k:a
- Länsväg U 634: Förbindelseväg vid Forsby (632, 681)
- Länsväg U 638: Lillhärads k:a (628) - Skästa (66)
- Länsväg U 639: Näverkärret (593) - Karmansbo (596)
- Länsväg U 640: Orrtorp (609) - Vallby (610)
- Länsväg U 659: Gisslarbo (250) - Färna (250)
- Länsväg U 660: Centralvägen i Skinnskatteberg (233, 661)
- Länsväg U 661: Skinnskattebergs k:a (233) - Skinnskatteberg jvstn (660, 662) - Sundet (68). Genomfart Skinnskatteberg: Bergslagsvägen - Fagerstavägen
- Länsväg U 662: Skinnskatteberg (661) - Stjärnvik (250)
- Länsväg U 664: Fagersta (68, 746) - Ängelsberg (668) Genomfart Fagersta: Knutsvägen
- Länsväg U 665: Baggbron(233)-Dalarnas läns gräns vid Billsjön (W626)
- Länsväg U 666: Väg till Gunnilbo kyrka (233)
- Länsväg U 667: Sothällen (66) - Ramnäs sluss (618) - Köpmangatan i Ramnäs - Ramnäs (668)
- Länsväg U 668: Ramnäs (66) - Ramnäs (683) - Ramnäs (667)- Ramnäs (685) - Nordanö (669) - Västervåla (691) - Ängelsberg (670, 664) - Hästbäck (256)
- Länsväg U 669: Virsbo (66) - Nordanö (668)
- Länsväg U 670: Väg till och förbi Ängelsberg jvstn (668, 668)
- Länsväg U 671: Skultuna (681) - Julpa (672) - Ansta (56)
- Länsväg U 672: Julpa (671) - Myrby (674) - Nortuna (56)
  - Länsväg U 672.01: Väg till Stenbo (672, 56)
- Länsväg U 673: Skultuna (681) - Skultuna fd jvstn (673.01) - Abelsberg (675) - Kättsta (684) - Ulvsta (679) - Vagersta (676) - Hjulhuset (771)
  - Länsväg U 673.01: Väg till Skultuna fd jvstn (673)
- Länsväg U 674: Myrby (672) - Viggby (56)
- Länsväg U 675: Adelsberg (673) – Sösta (676) – Brånsta (56)
- Länsväg U 676: Sösta (675) - Ekskogsberget (677) - Vagersta (678, 673)
- Länsväg U 677: Ekskogsberget (676) - Hallsta (56)
- Länsväg U 678: Vagersta (676) - Tomta (56)
- Länsväg U 679: Ulvsta (673) - Solinge (680) - Sätrabrunn (771)
- Länsväg U 680: Solinge (679) - Muren (771)
- Länsväg U 681: Västerås(631 Norrleden) - Forsby(634) - Skultuna k:a(628) - Skultuna(671,673) - Ekeby(632) - Stolpstugan(683) - Svanå (682, 682.01,684) Östringby (686) - Älvkullen(685) - Sörgärsbo(689) - Västerfärnebo(681.01,256)
  - Länsväg U 681.01: Klockarvägen i Västerfärnebo (681, 256)
- Länsväg U 682: Rålkhäll (683) - Svanå (681)
  - Länsväg U 682.01: Grenväg mot Västerfärnebo (681)
- Länsväg U 683: Ramnäs kyrkby (668) - Rålkhäll (682) - Stolpstugan (681)
- Länsväg U 684: Svanå (681) - Kättsta (673)
- Länsväg U 685: Ramnäs (668) - Älvkullen (681)
- Länsväg U 686: Östringby (681) - Erik-Ols (687) - Fläckebo (688) - Vedarsbo (771)
- Länsväg U 687: Erik-Ols (686) - Heden (688)
- Länsväg U 688: Fläckebo (686) - Heden (687) - Karlshem (771)
- Länsväg U 689: Sörgärsbo (681) - Norrsalbo (256)
- Länsväg U 691: Väg till Västervåla kyrka (668)
- Länsväg U 692: Lundby (693) - Tibble (700) - Anundshög (694) - Långby (697) - Ingeberga (705) - Stolpbo (706) - V Åby (695)- Tortuna kyrka (711) - Kärsta (696)- Uppsala läns gräns vid Bredskvarn (C 510)
- Länsväg U 693: Västerås (539) - Folkparksmotet (E18) - Lundby (692) - Hällamotet (E18, 540) - Källtorp (541) - Irsta (694) - Irsta kyrka (543) - Lugnet (544) - Väsby (545) - Ändesta (548) - Östanbro (E18, 549)
  - Länsväg U 693.01: Liljebo (693) - Uppsala läns gräns
- Länsväg U 694: Irsta (693) - Anundshög (692) - Badelunda kyrka (702)
- Länsväg U 695: Karleby (693) - Kolmsta (697)- V Åby(692)
- Länsväg U 696: Östanbro (E18) - Björksta (697) - Orresta (698) - Kärsta (692)
- Länsväg U 697: Långby (692) - Furby (705) - Kolmsta (695) - Hallstaberg (698) - Björksta (696)
- Länsväg U 698: Hallstaberg (697) - Orresta (696)

## 700–799
- Länsväg U 700: Fågelbacken (702) - Hökåsen (56)
- Länsväg U 702: Tibble(692) - Badelunda kyrka (694) - Fågelbacken (700) - Kvistberga (704) - Tillberga (703)
- Länsväg U 703: Alvesta (56, 704) - Tillberga (702, 707, 709) - Ösby (711) - Hedensberg (712) - Kinsta (722) - Sevalla (713, 714) - Ålbo (726) - Brunnsbo (721) - Uppsala länsgräns vid Gölja (C 825)
- Länsväg U 704: Alvesta (703) - Kvistberga (702) - Mycklinge (706)
- Länsväg U 705: Furby (697) - Ingeberga (692)
- Länsväg U 706: Stolpbo (692) - Mycklinge (704) - Nibble (711)
- Länsväg U 707: Äs (708) - Tillberga (703)
- Länsväg U 708: Ansta (56) - Äs (707) - Viggby (56)
- Länsväg U 709: Väg till Tillberga jvstn (703)
- Länsväg U 711: Ösby (703) - Nibble (706) - Raskbacken (713) - Tortuna kyrka (692)
- Länsväg U 712: St Gesala (56) - Hedensberg (703) - Nortuna (713)
- Länsväg U 713: Raskbacken (711) - Nortuna (712) - Sevalla (703)
- Länsväg U 714: Sevalla (703) - Väsby X
- Länsväg U 721: Brunnsbo (703) - Tärna k:a (70)
- Länsväg U 722: Kinsta (703) - Ransta säteri (723)
  - Länsväg U 722.01: Grenväg vid Ransta säteri (722, 723)
- Länsväg U 723: Hallsta (56) - Vad (724, 722) - Ransta säteri (722.01) - Johanneslund (726, 726) - Solbo (728) - Kumla (729, 730) - Norrhusta (70)
- Länsväg U 724: Vad (723) - Vads kvarn
- Länsväg U 726: Tomta (56) - Limsta (732) - Johanneslund (723) - Ransta (728) - Ålbo (703)
- Länsväg U 728: Ransta (726) - Solbo (723)
- Länsväg U 729: Kumla (723) - Tärna folkhögskola
- Länsväg U 730: Kumla (723) - Sörhusta (70)
- Länsväg U 731: Muren (771) - Lånsta (56)
- Länsväg U 732: Limsta (726) - Kivsta (733) - Grällsta (56)
- Länsväg U 733: Lånsta (56) - Kivsta (732)
- Länsväg U 734: Kila kyrka (56) - Hogla (70
- Länsväg U 735: Olsbo (771) - Grällsta (56)
- Länsväg U 736: Sätrabrunn (771) - Gullvalla (256)
- Länsväg U 737: Östertullsta (56) - L Stampers (256)
- Länsväg U 738: Hedkärra (742) - Fagersta (Hedkärravägen)) - Fagersta (68). Genomfart Fagersta: Hedkärravägen - Axel Fornanders Väg - Centrumvägen-Sveavägen
- Länsväg U 739: Dalarnas läns gräns vid Årnebo (W 673) - Årnebo (740) - Semla industriområde - Fagersta(68)
- Länsväg U 740: Årnebo (739) - Bråfors (741)
  - Länsväg U 740.01: Grenväg mot Malmkärra (740, 741)
- Länsväg U 741: Dalarnas läns gräns vid Dalvik (W 675) - Bråfors (740, 740.01) - Malmkärra (68)
- Länsväg U 742: Dalarnas läns gräns vid Björsbo (W627) -Hedkärra (738) - Oti (66)
- Länsväg U 743: Norberg (68) - Grindbo (744) - Fågeltäppan (270) - Mossgruvan (752)
- Länsväg U 744: Dalarnas läns gräns vid Dullbo (W 676) - Fragg (745) - Nordansjö såg - Grindbo (743) - Norberg (68)
- Länsväg U 745: Fragg (744) - Strömbergstorp (270)
- Länsväg U 746: Fagersta (664) - Norberg (748, 256). Genomfart Fagersta: Bergslagsvägen - Gamla Norbergsvägen. Genomfart Norberg: Västanforsvägen - Esbjörnsvägen - Malmgatan
- Länsväg U 748: Fagerstavägen (68) – Esbjörnsvägen i Norberg (746)
- Länsväg U 750: Ingolsbenning (270) – Dalarnas länsgräns öster Olofsfors (W 689)
- Länsväg U 751: Vassbo (68) - Dalarnas läns gräns vid Bjurfors (W 729)
- Länsväg U 752: Spännarhyttan (68, 754) - Mossgruvan (743) - Kärrgruvan (270)
- Länsväg U 754: Norberg (256) - Spännarhyttan (68, 752)
- Länsväg U 755: Spännarhyttan (68) - Olsbenning (756) - Hökmora fd jvstn (759)
- Länsväg U 756: Anntorpet (256) - Karbenning (758) - Olsbenning (755)
- Länsväg U 758: Karbennings kyrka (759) - Karbenning (756)
- Länsväg U 759: Hästbäck (256) - Karbennings k:a (758) - Klingbo (760) - Hökmora fd jvstn (755) - Dalarnas läns gräns vid Vansjö (W 693)
- Länsväg U 760: Klingbo (759) - St Matsbo (761) - Sutarbo (762) - Västerbykil (763, 763.01) - Brobacke (765, 771)
- Länsväg U 761: St Matsbo (760) - Hovmanbyn (762)
- Länsväg U 762: Sutarbo (760) - Hovmanbyn (761) - Dalarnas länsgräns vid Grubbo (W 692)
- Länsväg U 763: Kårbo (766) - Västerbykil (760)
  - Länsväg U 763.01: Grenväg mot Hedåker (763, 760)
- Länsväg U 765: Brobacke (760, 771) - Jordbron (770, 70)
- Länsväg U 766: Västerfärnebo (256) - Kårbo (763) - Duvmuren (771)
- Länsväg U 767: Finnbo (256) - Skalleråsen (771)
- Länsväg U 768: Gullvalla (256) - Östanbäck (769)
- Länsväg U 769: Ringvalla (256) - Östanbäck (768)- Broddbo (800)
  - Länsväg U 769.01: (70) – Dalgrenstorp (769)
- Länsväg U 770: Viggarna (771) - Jordbron (765)
- Länsväg U 771: Tomta (56) - Hjulhuset (673) - Muren (680, 731) - Olsbo (735) - Sätrabrunn (679, 736) - Karlshem (688) - Vedarsbo (686) - Salbohed (256) - Skalleråsen (767) - Duvmuren (766) - Viggarna (770) - Brobacke (760, 765) - Nykrogen (70)
- Länsväg U 790: Sörhusta (70) - Gamsebo (794)
- Länsväg U 791: Tärnaby (70) - Varmsätra (794
- Länsväg U 792: Skarpebo (70) – Uppsala läns gräns söder Gaddebo (C830) samt Uppsala läns gräns söder Domsätra (C830) – Uppsala läns gräns norr Domsätra (C830) samt Uppsala läns gräns vid Långkärret (C830) - Uppsala läns gräns vid Bärtbo (C830)
- Länsväg U 794: Norrby kyrka (56, 72) - Gamsebo (790) - Varmsätra (791, 795) - Uppsala läns gräns väster Fastbo (C 829)
- Länsväg U 795: Varmsätra (794) - Kärrbäck (56, 72)

## 800–899
- Länsväg U 800: Evelund (56, 70) – Sala (801, 835) – Broddbo (769, 830, 70)
- Länsväg U 801: Stampers (70, 256) – Sala (800)
- Länsväg U 826: Rosshytte vägskäl (70) - Rosshyttan (827) - Berga (W 704) - Valsätra (828) - Läckenbo (829) - Möklinta (830)
- Länsväg U 827: Rosshyttan (826) - Dalarnas läns gräns vid Klockarbo (W 703)
- Länsväg U 828: Östervad (830) - Valsätra (826)
- Länsväg U 829: Läckenbo (826) - Nordanåker
- Länsväg U 830: Broddbo (70) - Östervad (828) - Forneby (832) - Möklinta (826, 833) - Hedåsen (834) - Trekanten (835)
- Länsväg U 832: Forneby (830) - Österbo (835)
- Länsväg U 833: Möklinta (830) - Nordankil (835)
- Länsväg U 834: Hedåsen (830) - Gammelby (835) - Vivastbo (849)
- Länsväg U 835: Sala (800) - Saladamm (837) - Ingborgbo (838) - Åby skogsbilväg vid Övre sjön, 5 km N Ingborgbo (838) - Österbo (832) - Lisselbo (839) - Nordankil (833) - Gammelby (834) - Trekanten (830, 840) - Dalarnas läns gräns vid Näckenbäck (W 705). Genomfart Sala: Silvermyntsgatan - Saladammsvägen
- Länsväg U 837: Saladamm (835) - Skälby (844) - Ölsta (843)
- Länsväg U 838: Ingborgbo (835) – Jugansbo (843) – Uppsala läns gräns (C892)
- Länsväg U 839: Lisselbo (835) – Uppsala läns gräns (C891)
- Länsväg U 840: Trekanten (835) - Väster Bännbäck (842) - Vivastbo (849)
- Länsväg U 841: Kärrbäck (56, 72) – Uppsala läns gräns (C895)
- Länsväg U 842: Väster Bännbäck (840) - Öster Bännbäck
- Länsväg U 843: Sala (Silvervallen) - Modigsbacke (845) - Ölsta (846, 837) - Jugansbo (844, 847) - Jugansbo (838). Genomfart Sala: Långgatan
- Länsväg U 844: Skälby (837) - Jugansbo (843)
- Länsväg U 845: Förbindelseväg vid Modigsbacke (56, 72, 843)
- Länsväg U 846: Ölsta (843) – Uppsala läns gräns (C894)
- Länsväg U 847: Jugansbo (843) – Uppsala läns gräns (C893)
- Länsväg U 849: Uppsala läns gräns (C890) – Vivastbo (834, 840) – Dalälven vid Hovnäs färja